# Lophiodes monodi
Espèce
Synonymes
Chirolophius monodi Le Danois, 1971
Lophiodes monodi (initialement nommé Chirolophius monodi) est une espèce de poissons nommée en hommage à Théodore Monod.